# 泉の森ジュニアチェロコンクール
泉の森ジュニアチェロコンクール（いずみのもりジュニアチェロコンクール）は、泉の森ジュニアチェロコンクール委員会が主催し、財団法人泉佐野市文化振興財団が共催するチェロのコンクールである。
参加資格は、参加者の年齢が参加時4月時点において、小学生の部が「4年生以上」、中学生の部が「中学校の生徒」、高校生以上の部が「高等学校生徒あるいは20歳以下の者」と規定されている。

## 沿革
開催趣旨
このコンクールは、チェロにおける将来性豊かな若い演奏家の育成支援を図るとともに、音楽文化の発展・向上に寄与することを目的に実施するものです。